# Costières de Nîmes

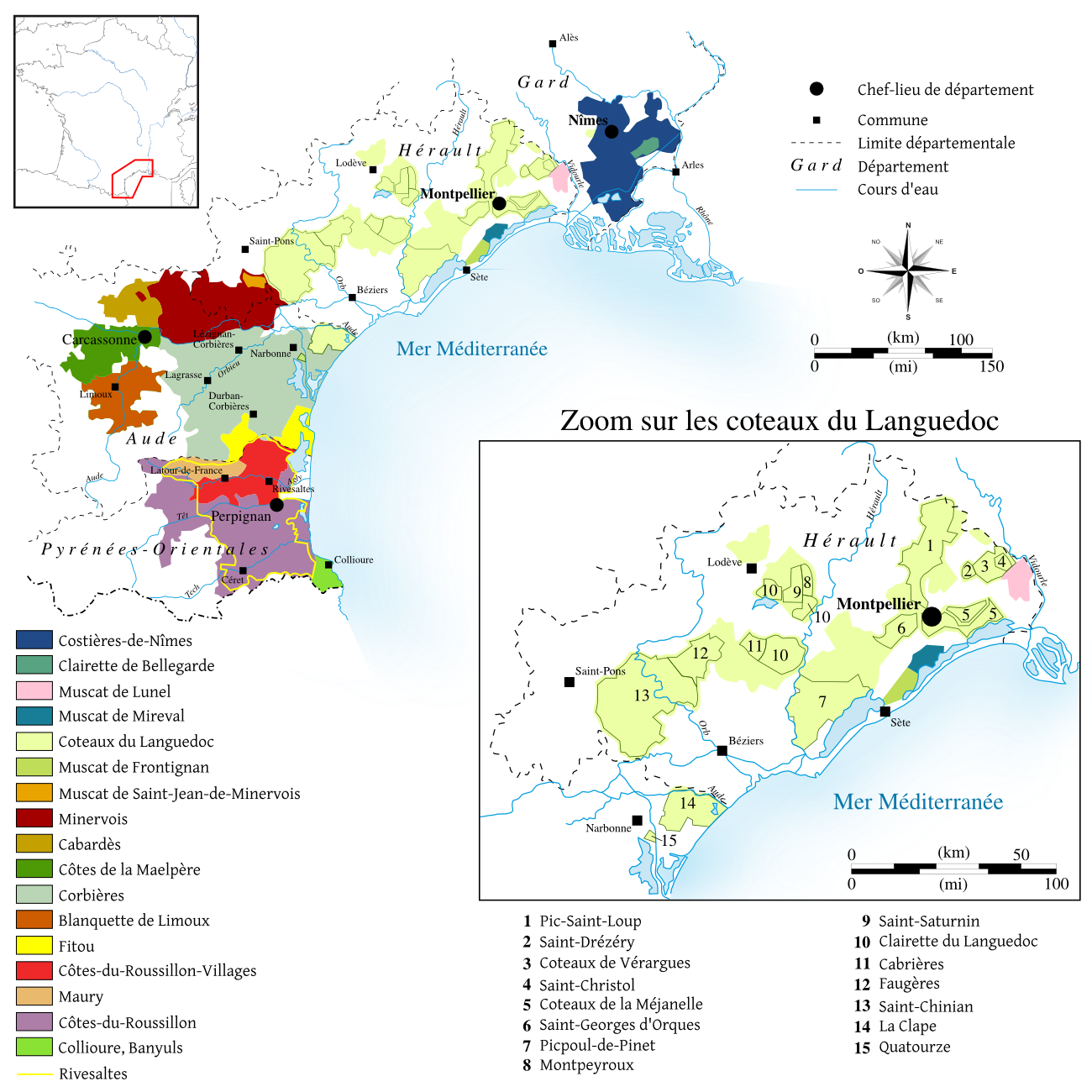
Appellationen Languedoc

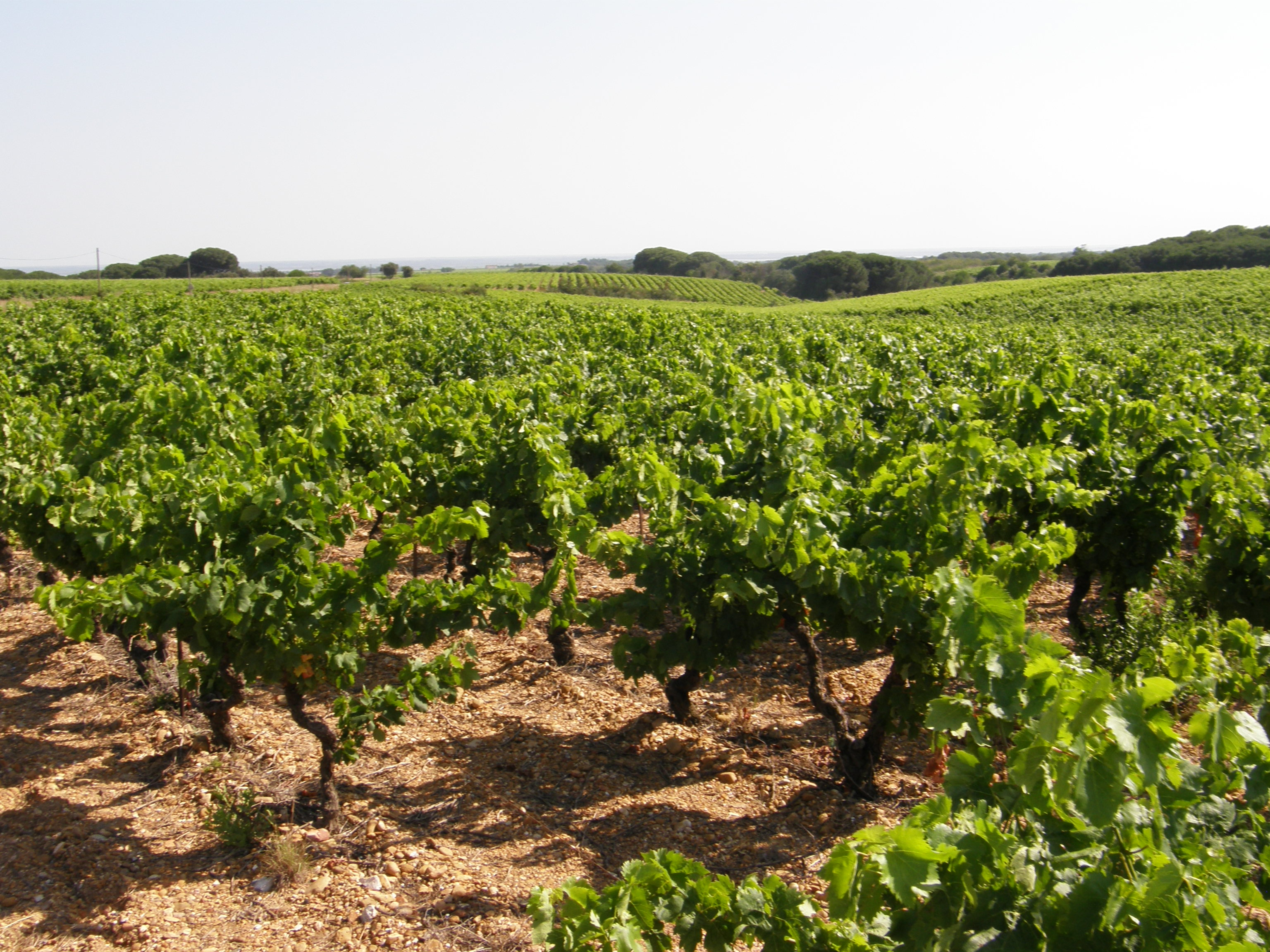
Weingärten am Plateau der Costières de Nimes

Das Weinbaugebiet Costières de Nîmes liegt ganz im Nordosten der Weinbau-Region Languedoc und erstreckt sich südlich und östlich der Stadt Nîmes sowie nördlich der Camargue. Das Gebiet bildet den Übergang zur Weinbauregion Rhône und gehört geographisch wie auch weinrechtlich noch zum Tal der Rhone.
Die Appellation Clairette de Bellegarde liegt als Enklave innerhalb des Gebiets. Das Gebiet erhielt am 4. Juli 1986 unter dem Namen Costières du Gard den Status einer Appellation d’Origine Contrôlée (kurz AOC) wurde aber im Jahre 1989 in die jetzt gültige Bezeichnung umbenannt, um eine Verwechslung mit dem Landwein Vin de Pays du Gard auszuschließen.
Seit dem 19. Juli 2004 wurde auch offiziell anerkannt, dass die Costières de Nîmes in seiner Typizität eher einem Rhônewein entspricht. Die Enklave Clairette de Bellegarde wird aber weiterhin der Weinbauregion Languedoc zugerechnet.
Die Weinberge des Gebiets umfassen 25.000 Hektar theoretisch zugelassener Fläche in 24 Gemeinden im Département Gard, von denen aber nur etwa die Hälfte bestockt ist. Etwa 4.000 Hektar der bestockten Fläche hat AOC Status, die anderen 7000 Hektar dürfen nur als Vin de Pays oder Tafelwein vermarktet werden, da dort die hohen Auflagen der Appellation noch nicht erfüllt sind.
Das Gelände ist flach; die Rebflächen liegen auf einer Höhe zwischen 20 und 100 m ü. NN. Die Böden bestehen aus bis zu 12 m mächtigen Villafranchium-Schottern. Dieses sind pleistozäne Kieselablagerungen der Rhone, des Gardons und teilweise auch der Durance. Diese Villafranchium-Schotter und das besondere Geländeklima der Costière du Gard sind die Grundlagen des Terroirs der Costières de Nîmes. Die zugelassenen Rebflächen verteilen sich auf die Gemeinden Aubord, Beaucaire, Beauvoisin, Bellegarde, Bernis, Bezouce, Bouillargues, Le Callar, Caissargues, Garons, Générac, Jonquières-Saint-Vincent, Lédenon, Manduel, Meynes, Milhaud, Nîmes, Redessan, Rodhillan, Saint Gilles, Sernhac, Uchaud, Vauvert und Vestric-et-Candiac.
Rotwein und Roséwein  machen über 92 % der Produktion aus. Sie werden aus den Rebsorten Carignan (maximal 40 %), Cinsault (maximal 40 %), Grenache (zumindest 25 %), sowie Mourvèdre und Syrah (zumindest 20 %) verschnitten. Im Rosé ist auch ein 10-prozentiger Anteil weißer Rebsorten erlaubt. Der Großteil der Roséweine wird mit dem Saignée Verfahren gewonnen.
Der Weißwein besteht hauptsächlich aus den Rebsorten Grenache Blanc, Marsanne blanche sowie Roussanne. Daneben sind noch Clairette Blanche, Bourboulenc,  Macabeo und Vermentino (hier auch Rolle genannt), zugelassen. Es müssen mindestens zwei der vorgenannten Rebsorten verwendet werden. Die Rebsorte Ugni Blanc ist seit der Ernte 2010 nicht mehr zugelassen.